# 吉姆·亨特
小詹姆斯·巴克斯特·亨特（英語：James Baxter Hunt Jr.，1937年5月16日—）是美国政治人物和退休律师，曾任北卡罗来纳州第69任和第71任州长（1977年至1985年，以及1993年至2001年），是该州历史上任职时间最长的州长。亨特与前俄亥俄州州长吉姆·罗德斯并列美国宪法后历史上任期第六长的州长，任期为5,838天。他也是现任北卡罗来纳州副州长雷切尔·亨特的父亲。许多人认为，亨特及其领导风格是一个重要原因，使得与其他前邦联州和边境州相比，北卡罗来纳州的民主党自罗纳德·里根总统任期以来直到2024年，始终在州内政治中保持影响力。